# The Expendables
The Expendables är en amerikansk actionfilm från 2010, regisserad av Sylvester Stallone som också spelar huvudrollen med ett gäng andra actionskådespelare.

## Handling
Ett team (The Expendables) av världens farligaste och mest välutbildade legosoldater åker på en resa till Sydamerika för att störta och mörda en mäktig, ond diktator och hans armé, som har orsakat förödelse, kaos och tortyr under de senaste tjugo åren.

## Om filmen
- Filmen är inspelad i USA och Brasilien.
- I The Expendables innehas rollerna av flera världskända actionhjältar som bl.a. Sylvester Stallone, Jason Statham, Jet Li, Dolph Lundgren, Mickey Rourke, Arnold Schwarzenegger och Bruce Willis.
- Sylvester Stallone skadade sig allvarligt vid inspelningen av en närkampsscen med Steve Austin. Stallone bröt nacken men opererades och har sedan dess en metallplatta i nacken. Detta är andra gången Stallone skadat sig så illa under en filminspelning att han behövt omgående sjukhusvård. Under inspelningen av filmen Rocky IV träffade Dolph Lundgren Stallones revben så oturligt att hans hjärta svullnade, vilket var en livshotande skada.[1]

## Rollista

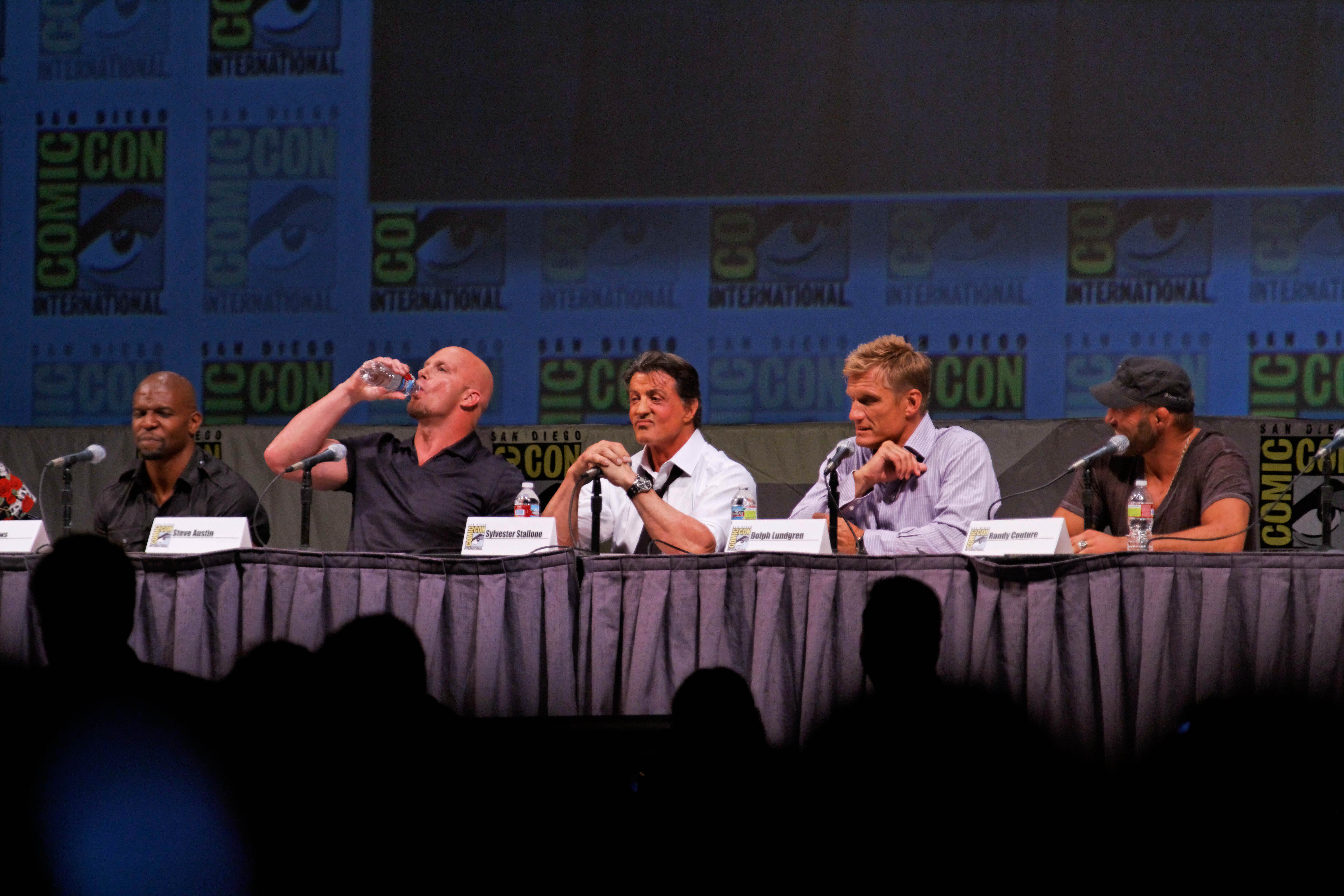
Crews, Austin, Stallone, Lundgren, och Couture vid San Diego Comic-Con International 2010.

| Sylvester Stallone    | – Barney Ross                 |
| Jason Statham         | – Lee Christmas               |
| Jet Li                | – Yin Yang                    |
| Dolph Lundgren        | – Gunnar Jensen               |
| Randy Couture         | – Toll Road                   |
| Terry Crews           | – Hale Caesar                 |
| Mickey Rourke         | – Tool                        |
| Eric Roberts          | – James Monroe                |
| Steve Austin          | – Dan Paine                   |
| David Zayas           | – General Garza               |
| Giselle Itié          | – Sandra                      |
| Gary Daniels          | – Britten                     |
| Charisma Carpenter    | – Lacy                        |
| Amin Joseph           | – Piratledare                 |
| Lauren Jones          | – Cheyenne                    |
| Bruce Willis          | – Mr. Church                  |
| Arnold Schwarzenegger | – Trench Mauser (okrediterad) |